# Urrea de Gaén
Urrea de Gaén (aragónul Urreya de Gayén) község Spanyolországban, Teruel tartományban. Urrea de Gaén Albalate del Arzobispo községgel határos. Lakosainak száma 440 fő (2024).

## Népesség
A település népessége az utóbbi években az alábbiak szerint változott:
| Lakosok száma | 590  | 568  | 540  | 530  | 516  | 494  | 461  | 435  | 440  | 440  |
|               | 2001 | 2004 | 2007 | 2009 | 2012 | 2014 | 2017 | 2019 | 2022 | 2024 |